# Hornindal
Hornindal és un antic municipi situat al comtat de Sogn og Fjordane, Noruega. Té 1200 habitants (2016) i la seva superfície és de 191,61 km². El centre administratiu del municipi és la població de Grodås.